# Oxyopes bianatinus
Oxyopes bianatinus là một loài nhện trong họ Oxyopidae.
Loài này thuộc chi Oxyopes. Oxyopes bianatinus được miêu tả năm 1996 bởi Xie & Joo-Pil Kim.